# دييغو خيمينيز لوبيز
دييغو خيمينيز لوبيز (بالإسبانية: Diego Jiménez López) (11 أغسطس 1991 في إسبانيا - ) هو لاعب كرة قدم إسباني في مركز الدفاع. لعب مع ريكرياتيفو ونادي فياريال ب وفياريال سي ‏.

## وصلات خارجية
- دييغو خيمينيز لوبيز على موقع قاعدة بيانات كرة القدم.إي يو (الإنجليزية)
- دييغو خيمينيز لوبيز على موقع Soccerway.com (الإنجليزية)
- دييغو خيمينيز لوبيز على موقع AS.com (الإسبانية)